# ヴェーダ
ヴェーダ（梵: वेद、Veda）とは、紀元前1000年頃から紀元前500年頃にかけてインドで編纂された一連の宗教文書の総称。「ヴェーダ」は「知識」の意。
バラモン教とヒンドゥー教の聖典である。長い時間をかけて口述や議論を受けて来たものが後世になって書き留められ、記録されたものである。
「ヴェーダ詠唱の伝統」は、ユネスコ無形文化遺産保護条約の発効以前の2003年に「傑作の宣言」がなされ、「人類の無形文化遺産の代表的な一覧表」に掲載され、無形文化遺産に登録されることが事実上確定しており、2009年9月の第1回登録で正式に登録された。

## シュルティとスムリティ
インドの聖典はシュルティ（天啓）とスムリティ（聖伝）に分かれる。ヴェーダはシュルティに属する。
- シュルティ（英語版）（天啓）
  - 古代のリシ（聖人）達によって神から受け取られたと言われ、シュルティ（天啓聖典）と呼ばれる。ヴェーダは口伝でのみ伝承されて来た。文字が使用されるようになっても文字にすることを避けられ、師から弟子へと伝えられた。後になって文字に記されたが、実際には、文字に記されたのはごく一部とされる。
  - ヴェーダ、ことにサンヒターの言語は、後の時代のサンスクリットとは異なる点が多くあり、特にヴェーダ語と呼ばれる。アヴェスター語とも極めて近く、言語学的にも重要である（例えばホートリ祭官（Hotṛ/Hotar）はアヴェスター語のザオタル（Zaotar(司祭官））に、ヴェーダで祭祀そのものを示すyajñaはアヴェスター語のYasna（崇拝・祈祷）に対応する。ヴェーダ語の冒頭に置かれる定型句yajāmaheはアヴェスター語のyazamaide（われらは崇拝す）である）。

- スムリティ（英語版）（聖伝）
  - 聖典には、他にリシ達によって作られたスムリティ（古伝書）があり、ヴェーダとは区別される。スムリティには、『マハーバーラタ』・『ラーマーヤナ』・『マヌ法典』などがある。

## ヴェーダの分類
広義でのヴェーダは、分野として以下の4部に分類される。
サンヒター（本集）
中心的な部分で、マントラ（讃歌、歌詞、祭詞、呪詞）により構成される。
ブラーフマナ（祭儀書､梵書）
紀元前800年頃を中心に成立。散文形式で書かれている。祭式の手順や神学的意味を説明。
アーラニヤカ（森林書）
人里離れた森林で語られる秘技。祭式の説明と哲学的な説明。内容としてブラーフマナとウパニシャッドの中間的な位置。最新層は最古のウパニシャッドの散文につながる。
ウパニシャッド（奥義書）
哲学的な部分。インド哲学の源流でもある。紀元前500年頃を中心に成立。1つのヴェーダに複数のウパニシャッドが含まれ、それぞれに名前が付いている。他にヴェーダに含まれていないウパニシャッドも存在する。ヴェーダーンタとも呼ばれるが、これは「ヴェーダの最後」の意味。ヴェーダ語よりも古典サンスクリット語に近い。
更に、各々4部門が祭官毎に『リグ・ヴェーダ』、『サーマ・ヴェーダ』、『ヤジュル・ヴェーダ』などに分かれる。都合4X4の16種類となるが、実際には各ヴェーダは更に多くの部分に分かれ、それぞれに名称がついている。ヴェーダは一大叢書ともいうべきものである。現存ヴェーダ著作だけでもかなりの多さになるが、古代に失われた多くの学派の文献をあわせると更に膨大なものになると考えられている。

## サンヒター
狭義では、以上のうちサンヒター（本集）の事をヴェーダと言い、以下の4種類がある。
『リグ・ヴェーダ』
ホートリ祭官に所属。神々への韻文讃歌（リチ）集。インド・イラン共通時代にまで遡る古い神話を収録。全10巻。10巻は最新層のものだと考えられ、『アタルヴァ・ヴェーダ』の言語につながる。
『サーマ・ヴェーダ』
ウドガートリ祭官に所属。『リグ・ヴェーダ』に材を取る詠歌（サーマン）集。インド古典音楽の源流で、声明にも影響を及ぼしている。
『ヤジュル・ヴェーダ』
アドヴァリュ祭官に所属。散文祭詞（ヤジュス）集。神々への呼びかけなど。『黒ヤジュル・ヴェーダ』、『白ヤジュル・ヴェーダ』の2種類がある。
『アタルヴァ・ヴェーダ』
ブラフマン祭官に所属。呪文集。他の三つに比べて成立が新しい。後になってヴェーダとして加えられた。

## 一覧表
| サンヒター           | サンヒター           | ブラーフマナ                             | アーラニヤカ                               | ウパニシャッド                                                                    |
| -------------------- | -------------------- | ---------------------------------------- | ------------------------------------------ | --------------------------------------------------------------------------------- |
| リグ・ヴェーダ       | リグ・ヴェーダ       | アイタレーヤ カウシータキ                | アイタレーヤ カウシータキ シャーンカーヤナ | アイタレーヤ カウシータキ                                                         |
| サーマ・ヴェーダ     | サーマ・ヴェーダ     | パンチャヴィンシャ ジャイミニーヤ        | -                                          | チャーンドーギヤ ケーナ                                                           |
| ヤジュル・ヴェーダ   | 黒ヤジュル           | タイッティリーヤ カタ - マイトラーヤニー | タイッティリーヤ カタ - マイトラーヤニー   | タイッティリーヤ カタ シュヴェーターシュヴァタラ マイトリー（マイトラーヤニーヤ） |
| ヤジュル・ヴェーダ   | 白ヤジュル           | シャタパタ -                             | ブリハッド -                               | ブリハッド・アーラニヤカ イーシャー                                               |
| アタルヴァ・ヴェーダ | アタルヴァ・ヴェーダ | ゴーパタ -                               | -                                          | ムンダカ マーンドゥーキヤ プラシュナ                                              |

## ヴェーダ時代以降の文献

### ウパヴェーダ
付随的・応用的な知識をまとめたものをいう。
- 『アーユル・ヴェーダ』 - 『アタルヴァ・ヴェーダ』に付随する医術
- 『ガンダルヴァ・ヴェーダ』 - 『サーマ・ヴェーダ』に付随する音楽・舞踊
- 『スターパティア・ヴェーダ』 - 『ヤジュル・ヴェーダ』に付随する建築術
- 『ダヌル・ヴェーダ』 - 弓術

### ヴェーダーンガ
ヴェーダーンガはヴェーダの補助学であり、以下の6種類がある。
- シクシャー（音声学）
- カルパ（英語版）（儀式）
- ヴィヤーカラナ（文法）
- ニルクタ（語源）
- チャンダス[要リンク修正]（韻律 (韻文)）
- ジヨーティシャ（英語版）（インド占星術、インド天文学（英語版））

### ウパーンガ
- プラーナ - 系図や世界の創造・破壊に関する伝承
- ニヤーヤ - 論理学
- ミーマーンサー - 祭式
- ダルマ・シャーストラ - 法律

## 日本語訳

### 抄訳
- 辻直四郎『リグ・ヴェーダ讃歌』岩波書店〈岩波文庫〉、1970年。ISBN 4003206010。
- 辻直四郎『アタルヴァ・ヴェーダ讃歌』岩波書店〈岩波文庫〉、1979年。ISBN 4003206517。